# Slug Cartilage
Slug Cartilage è il cinquantaquattresimo album in studio del chitarrista statunitense Buckethead, pubblicato il 4 settembre 2013 dalla Hatboxghost Music.
Si tratta del ventiquattresimo disco appartenente alla serie "Buckethead Pikes".

## Tracce
Musiche di Buckethead.
1. Four Ton Chandelier – 2:29
2. Scowl Owl – 3:57
3. Previous Plate – 5:05
4. Chip of Red – 2:46
5. Pine Sap – 1:58
6. Smudge Mad – 3:43
7. Zebra Stripe – 3:59
8. Slug Cartilage – 2:35
9. I. Wasnail – 3:53

## Formazione
- Buckethead – chitarra, basso, programmazione